# Marion Jones
Marion Jones (Los Angeles, Kalifornija, 12. listopada 1975.), američka atletičarka, višestruka olimpijska pobjednica u sprinterskim disciplinama. Zbog kasnijeg priznanja da je koristila nedozvoljena stimulativna sredstva (doping), postoji mogućnost da joj ostvareni rezultati budu brisani, a medalje oduzete.

## Natjecateljska karijera
Marion Jones je bila najbolja svjetska atletičarka u sprinterskim disciplinama na 100 i 200 m u periodu na prijelazu između 20. i 21. stoljeća. Medalje je u tom periodu redovito osvajala i u skoku u dalj kao i u štafetnim utrkama, te je s pravom smatrana i jednom od najsvestranijih atletičarki. Zvjezdane trenutke karijere doživjela na Olimpijskim igrama u Sydneyu 2000. godine, kada je osvojila čak 5 medalja, od čega tri zlatne.

## Dopinški skandal i priznanje
Krajem 2004. godine proširila se afera s tvrtkom BALCO, čije su se aktivnosti povezivale s pripremom i prodajom nedozvoljenih stimulativnih sredstava za sportaše. Među brojnim imenima spomenulo se i ime Marion Jones. Jones je tom prilikom negirala sve optužbe, a kako nikad u karijeri nije pala na doping testu, nije bilo daljnjih pravnih akcija. Ipak, te su optužbe ozbiljno uzdrmale karijeru, te čak utjecale na njen završetak. Konačno, 5. listopada 2007. godine Jones je pred TV auditorijem priznala da je godinama uzimala nedozvoljene steroide, kao i to da je lagala prilikom prve istrage.
IAAF joj je zabranio nastupe u roku od dvije godine, a svi rezultati postignuti nakon 1. rujna 2000. godine su poništeni. Morala je vratiti sve osvojene medalje i premije s IAAF natjecanja. MOO je slično odlučio, pa je svih pet osvojenih medalja na OI u Sydneyu 2000. isto tako morala vratiti, a rezultati su brisani (zlato na 100 m, 200 m i štafeta 4x400 m, te bronce na 4x100 m i skoku u dalj). Ostale su joj priznate medalje sa svjetskih prvenstava u Ateni 1997. i Sevilji 1999. godine.

## Privatni život
Jones je osim sportske karijere imala i buran privatni život. Udavala se dva puta, prvo za bacača kugle C.J. Huntera (od 1998. do razvoda 2002.), a danas (od 2007. godine) je udata za sprintera Obadele Thompsona. Ima i sina, rođenog 2003. godine, iz veze s američkim sprinterom Timom Montgomeryem. Zanimljivo je da su i C.J.Hunter i Tim Montgomery svojedobno također bili uhvaćeni u varanju dopingom, te im je obojici doživotno zabranjeno natjecanje u atletici.
Zbog svih problema s neuspješnim brakom i vezama, kao i optužbama za doping koje su joj prekinule karijeru, Jones je financijski uništena te profesionalno izgubljena za sport.